# Julie Bargeton
Pour les articles homonymes, voir Bargeton.
Julie Bargeton est une actrice, créatrice et scénariste française.

## Biographie
Après une formation journalistique ( Prépa HEC, Institut Français de la presse) puis artistique (Cours Florent, Lee Strasberg Film, Studio Pygmalion) Julie commence sa carrière comme assistante monteuse sur le film allemand La Vie des autres qui a obtenu un Oscar, un César et le Golden Globe du meilleur film étranger en 2006. En 2009, elle crée le shortcom "Merci Julie" diffusé sur OCS, dans lequel elle joue avec Alex Lutz et Bruno Sanchez. En 2011, elle co-scénarise la saison 2 du sitcom "La chanson du dimanche" pour Canal +. En 2012, elle crée et écrit la série Roxane, la vie sexuelle de ma pote dont elle joue le rôle principal et qu’elle co-produit. Diffusée sur Chérie 25, cette fiction courte de 40 épisodes compte des guests comme Élie Semoun. Sur Youtube, Roxane a accumulé plus de 10 millions de vues. Le magazine Elle compare la série à un "Bref" au féminin et décrit Julie comme une Valérie Lemercier 2.0.
En 2013-2014, Roger Louret dirige Julie dans la pièce 10 ans de mariage au Théâtre de la Grande Comédie, en duo avec Arsène Mosca. Parallèlement, elle écrit des sketchs pour le Grand Journal, et tient une chronique hebdomadaire dans le magazine Grazia.  Elle joue également dans les séries "In America" et "Templeton" diffusées sur OCS ainsi que "Ma pire Angoisse" (Canal +)
Julie était sur scène en mai 2015 au Festival Mises en Capsules créé par Benjamin Bellecour au Ciné 13 Théâtre.
En 2016, Julie écrit et joue son premier seule en scène "Barbue", mis en scène par Papy, Alain Degois, à la Nouvelle seine. En novembre 2016, elle devient auteure pour Les Guignols de l'info aux côtés de Nans Delgado (auteur pour Elie Semoun, Bis), Frederic Hazan (auteur pour Elie Semoun, Bis) et Arnaud Lemort (auteur pour Michaël Gregorio et Jonathan Lambert).

## Filmographie

### Cinéma
- 2019 : Made in China
- 2016 : Bad Buz - Stéphane Kazandjian
- 2011 : La Cité rose - Julien Abraham

### Télévision
- 2015 : L'Amour à 200 mètres (saison 1, épisode 3) : Katya
- 2014 : Ma pire angoisse (saison 1) : Aurélie
- 2010 : Merci Julie ! (saison 1) : Julie
- 2017 : Parole contre parole de Didier Bivel : Marguerite
- 2018 : Access (série C8) : Tanya
- 2022 : Visitors (saison 1) : Jaqueline
- 2023 : Sam (saison 7) : Clotilde Pernaud
- 2025 : Le Nounou, épisode Le Mariage : Clotilde

### Web série
- 2013 : Roxane, la vie sexuelle de ma pote (saisons 1 et 2) : Roxane